# Aqaballianassa brevirostris
Aqaballianassa brevirostris is een tienpotigensoort uit de familie van de Callianassidae. De wetenschappelijke naam van de soort is voor het eerst geldig gepubliceerd in 2002 door Sakai.